# Kophobelemnon
Kophobelemnon Asbjørnsen, 1856 è un genere di ottocoralli pennatulacei della famiglia Kophobelemnidae.

## Distribuzione e habitat
Il genere ha una distribuzione cosmopolita. Nel mar Mediterraneo sono presenti le specie Kophobelemnon leucharti e Kophobelemnon stelliferum.

## Tassonomia
Il genere comprende le seguenti specie:
- Kophobelemnon affine Studer, 1894
- Kophobelemnon biflorum Pasternak, 1960
- Kophobelemnon heterospinosum Kükenthal, 1910
- Kophobelemnon irregulatus Keller, Pasternak & Naumov, 1975
- Kophobelemnon leucharti Cecchini, 1917
- Kophobelemnon macrospinosum Thomson, 1927
- Kophobelemnon molanderi Pasternak, 1975
- Kophobelemnon pauciflorum Hickson, 1916
- Kophobelemnon stelliferum (Müller, 1776)